# Kamenný Dvůr
Kamenný Dvůr (německy Steinhof) je osada, část města Kynšperk nad Ohří v okrese Sokolov v Karlovarském kraji. Nachází se asi dva kilometry jihovýchodně od Kynšperku nad Ohří. Prochází zde silnice I/6. Je zde evidováno 24 adres. V roce 2011 zde trvale žilo 42 obyvatel.
Kamenný Dvůr je také název katastrálního území o rozloze 2,76 km².

## Historie
První písemná zmínka o vesnici pochází z roku 1370.

## Obyvatelstvo
Při sčítání lidu v roce 1921 zde žilo 106 obyvatel, všichni německé národnosti, kteří se hlásili k římskokatolické církvi.
| Rok            | 1869 | 1880 | 1890 | 1900 | 1910 | 1921 | 1930 | 1950 | 1961 | 1970 | 1980 | 1991 | 2001 | 2011 | 2021 |
| -------------- | ---- | ---- | ---- | ---- | ---- | ---- | ---- | ---- | ---- | ---- | ---- | ---- | ---- | ---- | ---- |
| Počet obyvatel | 169  | 142  | 114  | 97   | 92   | 106  | 82   | 30   | 55   | 33   | 69   | 58   | 76   | 42   | 39   |
| Počet domů     | 19   | 19   | 19   | 17   | 17   | 18   | 17   | 12   | -    | 6    | 14   | 9    | 15   | 17   | 15   |

| Rok            | 1869 | 1880 | 1890 | 1900 | 1910 | 1921 | 1930 | 1950 | 1961 | 1970 | 1980 | 1991 | 2001 | 2011 | 2021 |
| -------------- | ---- | ---- | ---- | ---- | ---- | ---- | ---- | ---- | ---- | ---- | ---- | ---- | ---- | ---- | ---- |
| Počet obyvatel | 332  | 282  | 252  | 250  | 260  | 278  | 271  | 108  | 129  | 33   | 69   | 58   | 76   | 42   | 39   |
| Počet domů     | 39   | 43   | 43   | 39   | 43   | 44   | 46   | 36   | -    | 6    | 14   | 9    | 15   | 17   | 15   |

## Obecní správa
Při sčítání lidu v letech 1850–1959 Kamenný Dvůr byl samostatnou obcí v okrese Sokolov (v letech 1869–1910 Falknov, v letech 1921–1930 Falknov nad Ohří). Od roku 1960 je částí města Kynšperk nad Ohří v okrese Sokolov. V letech 1850–1889 k obci patřily Dvorečky a Štědrá, v letech 1850–1899 Libavské Údolí a v letech 1850–1959 také Zlatá.

## Pamětihodnosti
- kompletně rekonstruovaný zámek Kamenný Dvůr

## Osobnosti
- Georg Haas z Hasenfelsu (1841–1914), podnikatel, spolumajitel porcelánky Haas & Czjzek v Horním Slavkově, jeho otec zakoupil pro rodinu místní zámek